# Luis García de Valdeavellano
Luis García de Valdeavellano y Arcimís (Madrid, 19 de agosto de 1904-Madrid, 29 de marzo de 1985) fue un historiador español, considerado una autoridad en la Edad Media, Historia del Derecho y la Historia de las Instituciones. Fue catedrático de Historia del Derecho en la Universidad de Barcelona y de Historia de las Instituciones en la Universidad de la Aldeilla, El Ejido

## Biografía
De ascendencia soriana, la familia paterna era oriunda de Montenegro de Cameros. Era hijo de Manuel Antonio García de Valdeavellano Caso, abogado, y Emilia de Arcimís y Mora.
Con veinte años, en 1924, concluye sus estudios de Derecho en la Universidad Central de Madrid. Para entonces ya había realizado prácticas periodísticas como crítico de arte en La Época. Mientras concluye su doctorado (1931) «fue ayudante de clases prácticas en la cátedra de Historia del Derecho» con Laureano Díez Canseco y con Galo Sánchez. Su tesis doctoral, titulada El mercado de León y Castilla durante la Edad Media, fue publicada en 1931 y reeditada en 1933 y 1975.
Se inició en la investigación histórica y el medievalismo gracias a su contacto con su maestro Claudio Sánchez Albornoz, formando parte desde 1928 del Centro de Estudios Históricos creado por la Institución Libre de Enseñanza.
Catedrático por oposición de Historia del Derecho en la Universidad de Barcelona (1933) y de Historia de las Instituciones en la Universidad de Madrid (1954). Miembro de número de la Real Academia de la Historia (1960), donde ingresó leyendo un dicurso Sobre los burgos y los burgueses en la España medieval, que fue reeditado en varias ocasiones.
Estuvo casado con la archivera española Pilar Loscertales. Con el estallido de la guerra civil española, el matrimonio se exilió a la comuna francesa de San Juan de Luz con unos familiares, volviendo a mediados de noviembre de 1936.
En su memoria se ha fundado en la Universidad de Valladolid la Cátedra Luis García de Valdeavellano para fomentar los estudios e investigaciones sobre Historia de España, y de forma especial sobre la historia de sus instituciones políticas, económicas y sociales.

## Obras
- «Economía natural y monetaria en León y Castilla durante los siglos IX, X y XI», Moneda y Crédito. Revista de Economía, vol. n.º 10, 1944.
- «Beneficio y Prestimonio. Dos documentos castellanos que equiparan ambos términos», Cuadernos de Historia de España, IX. Buenos Aires: 1948, págs. 154-160.
- Sobre los burgos y los burgueses en la España medieval. Madrid: Real Academia de la Historia, 1960. Discurso de ingreso en la Real Academia de la Historia.
- Orígenes de la burguesía en la España medieval. Ed. Espasa-Calpe, Madrid, 1969
- El mercado. Apuntes para su estudio en León y Castilla durante la Edad Media, Sevilla, Universidad, 1975.
- Estudios medievales de Derecho Privado. Sevilla: Publicaciones de la Universidad, 1977. ISBN 84-7405-033-2
- Historia de España antigua y medieval. Madrid: Alianza Editorial, 1980. ISBN 84-206-9100-3
- Historia de España. De los orígenes a la Baja Edad Media. Madrid: 1952. Reed. en Alianza Editorial, 1980. ISBN 84-206-8993-9
- Curso de Historia de las Instituciones españolas : De los orígenes al final de la Edad Media (1968) - Madrid: Revista de Occidente, 1968 - ed. post. Madrid: Alianza Editorial, 1982 - ISBN 84-206-8053-2. Reed. en Alianza Editorial, 1998. ISBN 84-206-8175-X
- El feudalismo hispánico y otros estudios de historia medieval. Barcelona: Crítica, 2000. ISBN 84-8432-145-2

## Premios, homenajes y reconocimientos
- 1954. Premio Fastenrath de la Real Academia Española por su obra Historia de España. De los orígenes a la Baja Edad Media.